# Харрис, Ронни (легкоатлет)
Ронни Харрис (англ. Ronnie Harris; род. 15 декабря 1956) — американский легкоатлет, специалист по бегу на короткие дистанции. Входил в число сильнейших спринтеров США конца 1970-х — начала 1980-х годов, чемпион Универсиады в Мехико, победитель и призёр крупных международных турниров в спринтерских дисциплинах.

## Биография
Ронни Харрис родился 15 декабря 1956 года.
Занимался бегом во время учёбы в Университете Теннесси, состоял в местной легкоатлетической команде, неоднократно принимал участие в различных студенческих соревнованиях, семь раз получал статус всеамериканского спортсмена.
В июне 1979 года с личным рекордом 45,79 взял бронзу в беге на 400 метров на чемпионате Национальной ассоциации студенческого спорта в Шампейне.
Наивысших успехов на международном уровне добился в том же 1979 году, когда вошёл в состав американской национальной сборной и выступил на VII летней Спартакиаде народов СССР в Москве — вместе с соотечественниками Клиффом Уайли, Фредом Тейлором и Стэном Винсоном одержал победу в эстафете 4 × 400 метров. Будучи студентом, также представлял страну на Универсиаде в Мехико — в той же дисциплине вновь превзошёл всех соперников и завоевал золото (при этом его напарниками были Лесли Керр, Фред Тейлор и Уолтер Маккой).
В мае 1980 года на соревнованиях в Шарлотсвилле установил свой личный рекорд в беге на 200 метров — 20,86.